# Pascal Tayot
Pascal Tayot, (* 15. březen 1965 Gennevilliers, Francie) je bývalý reprezentant Francie v judu. Je majitelem stříbrné olympijské medaile.

## Výsledky
| Turnaj             | 1983             | 1984             | 1985             | 1986             | 1987             | 1988             | 1989         | 1990         | 1991         | 1992         | 1993         |
| Turnaj             | 18               | 19               | 20               | 21               | 22               | 23               | 24           | 25           | 26           | 27           | 28           |
| Turnaj             | polostřední váha | polostřední váha | polostřední váha | polostřední váha | polostřední váha | polostřední váha | střední váha | střední váha | střední váha | střední váha | střední váha |
| ------------------ | ---------------- | ---------------- | ---------------- | ---------------- | ---------------- | ---------------- | ------------ | ------------ | ------------ | ------------ | ------------ |
| Olympijské hry     | -                | dns              | -                | -                | -                | 5.               | -            | -            | -            | 2.           | -            |
| Mistrovství světa  | dns              | -                | dns              | -                | dns              | -                | dns          | -            | 5.           | -            | úč.          |
| Mistrovství Evropy | dns              | dns              | dns              | dns              | dns              | 3.               | dns          | dns          | dns          | 1.           | 1.           |
| MS juniorů         | úč.              | -                | -                | -                | -                | -                | -            | -            | -            | -            | -            |
| ME juniorů         | dns              | 2.               | 1.               | -                | -                | -                | -            | -            | -            | -            | -            |

## Podrobnější výsledky

### Olympijské hry
| Rok      | Kategorie        |  | 1/64                            | 1/32                            | 1/16                            | čtvrtfinále                   | semifinále                       | opravy                           | o bronz                        | finále                           |
| -------- | ---------------- |  | ------------------------------- | ------------------------------- | ------------------------------- | ----------------------------- | -------------------------------- | -------------------------------- | ------------------------------ | -------------------------------- |
| LOH 1988 | polostřední váha |  | výhra - 0:59 (wip) Fadi Saikali | výhra - 1:08/? Ricardo José Boy | výhra - 4:53/ysg Hirotaka Okada | prohra - kok/? Frank Wieneke  | -                                | výhra - waz/? Victorino González | prohra - waz/? Torsten Bréchôt | -                                |
| LOH 1992 | střední váha     |  | volný los                       | výhra - kok/uma Károly Korbel   | výhra - kok/shi Adrian Croitoru | výhra - kok/osg Andrés Franco | výhra - 3:10/saj Axel Lobenstein | -                                | -                              | prohra - yuk/uma Waldemar Legień |

### Mistrovství světa
| MS 1987 | -            |  | nestartoval - Jean-Michel Berthet | nestartoval - Jean-Michel Berthet | nestartoval - Jean-Michel Berthet | nestartoval - Jean-Michel Berthet | nestartoval - Jean-Michel Berthet | nestartoval - Jean-Michel Berthet | nestartoval - Jean-Michel Berthet | nestartoval - Jean-Michel Berthet | nestartoval - Jean-Michel Berthet | nestartoval - Jean-Michel Berthet | nestartoval - Jean-Michel Berthet |
| MS 1989 | -            |  | nestartoval - Fabien Canu         | nestartoval - Fabien Canu         | nestartoval - Fabien Canu         | nestartoval - Fabien Canu         | nestartoval - Fabien Canu         | nestartoval - Fabien Canu         | nestartoval - Fabien Canu         | nestartoval - Fabien Canu         | nestartoval - Fabien Canu         | nestartoval - Fabien Canu         | nestartoval - Fabien Canu         |
| MS 1991 | střední váha |  | x                                 | výhra Petri Kollanen              | výhra Sandro López                | výhra Axel Lobenstein             | prohra Joe Wanag                  | prohra Waldemar Legień            | -                                 |                                   |                                   |                                   |                                   |
| MS 1993 | střední váha |  | výhra Arturo Gutiérrez            | prohra Oleg Malcev                | -                                 | -                                 | -                                 | -                                 | -                                 |                                   |                                   |                                   |                                   |

### Mistrovství Evropy
| Rok     | Kategorie        |  | 1/32                                  | 1/16                                  | čtvrtfinále                           | semifinále                            | o bronz                           | finále                            |
| ------- | ---------------- |  | ------------------------------------- | ------------------------------------- | ------------------------------------- | ------------------------------------- | --------------------------------- | --------------------------------- |
| ME 1986 | -                |  | nestartoval - Marcel Pietri           | nestartoval - Marcel Pietri           | nestartoval - Marcel Pietri           | nestartoval - Marcel Pietri           | nestartoval - Marcel Pietri       | nestartoval - Marcel Pietri       |
| ME 1987 | -                |  | nestartoval - Jean-Michel Berthet     | nestartoval - Jean-Michel Berthet     | nestartoval - Jean-Michel Berthet     | nestartoval - Jean-Michel Berthet     | nestartoval - Jean-Michel Berthet | nestartoval - Jean-Michel Berthet |
| ME 1988 | polostřední váha |  | kompletní výsledky nejsou k dohledání | kompletní výsledky nejsou k dohledání | kompletní výsledky nejsou k dohledání | kompletní výsledky nejsou k dohledání | výhra ?                           | -                                 |
| ME 1989 | -                |  | nestartoval - Fabien Canu             | nestartoval - Fabien Canu             | nestartoval - Fabien Canu             | nestartoval - Fabien Canu             | nestartoval - Fabien Canu         | nestartoval - Fabien Canu         |
| ME 1990 | -                |  | nestartoval - Fabien Canu             | nestartoval - Fabien Canu             | nestartoval - Fabien Canu             | nestartoval - Fabien Canu             | nestartoval - Fabien Canu         | nestartoval - Fabien Canu         |
| ME 1991 | -                |  | nestartoval - Jean-Louis Geymond      | nestartoval - Jean-Louis Geymond      | nestartoval - Jean-Louis Geymond      | nestartoval - Jean-Louis Geymond      | nestartoval - Jean-Louis Geymond  | nestartoval - Jean-Louis Geymond  |
| ME 1992 | střední váha     |  | výhra Giorgio Vismara                 | výhra Károly Korbel                   | výhra Oliver Bartnicki                | výhra León Villar                     | -                                 | výhra Adrian Croitoru             |
| ME 1993 | střední váha     |  | výhra Oleg Šapčic                     | výhra Pedro Lopes                     | výhra Dave Southby                    | výhra Alex Smeets                     | -                                 | výhra Apti Magomadov              |

## Sportovní kariéra

### Úspěchy
Dvojnásobný mistr Evropy a stříbrný olympijský medailista. Trojnásobný vítěz pařížského turnaje z let 1989, 1991 a 1992.
Na olympijských hrách v Soulu v roce 1988 vyřadil ve 3. kole největšího favorita Japonce Okadu. V poslední minutě, za nepřízníveho stavu (prohrával na juko) dostal Okadu na zem a do držení (osaekomi).

### Zajímavosti
- Tokui-waza: ne-waza, aši-waza
- Styl: taktický

Po skončení vrcholové kariery se věnoval judu jako trenér v Africe. Později působil ve Španělsku v Barceloně. Od června 2013 vede finskou reprezentaci.

### Rivalové
- Waldemar Legień
- Jean-Michel Berthet
- Jean-Louis Geymond - koncem roku 1991 podlehl v 25 letech vážné nemoci
- Fabien Canu